# Reserva indígena Kakataibo Norte y Sur
La Reserva indígena Kakataibo Norte y Sur es un área de protección en el Perú para los pueblos indígenas en situación de aislamiento y contacto inicial (PIACI). Declarada como Reserva mediante el Decreto Supremo n-° 015-2021-MC el 21 de julio del año 2021.
La creación de esta reserva ocurre más de 20 años después de presentada la solicitud para su categorización. Tiene una superficie de 148,996 hectáreas. Se encuentra ubicada en los departamentos de Loreto, Ucayali y Huánuco, está dividida en dos sectores; el Norte con 96 043 hectáreas en las regiones Loreto y Ucayali; y Sur con 52 952 hectáreas entre Ucayali y Huánuco.
En especifico, la zona norte está ubicada en  en los distritos de Contamana, Padre Abad y Curimana, en las provincias de Ucayali y Padre Abad, regiones de Loreto y Ucayali; y; la zona sur está ubicada en los distritos de Padre Abad, Daniel Alomía Robles y Codo del Pozuzo, en las provincias de Padre Abad, Leoncio Prado y Puerto Inca, regiones de Ucayali y Huánuco.
El objetivo de la reserva es proteger los derechos, hábitat y condiciones de los pueblos indígenas kakataibo en situación de aislamiento frente a las amenazas a la vida y la salud, debido al incremento de invasiones sobre territorios comunales y áreas de la RIKNS para actividades ilícitas.

### Un territorio amenazado
Esta nueva reserva indígena es una zona de la Amazonía peruana que en los últimos años se ha convertido en un territorio peligroso por el avance del narcotráfico. Entre abril de 2020 y julio de 2021 ha cobrado la vida de cuatro indígenas kakataibo y otros tres del pueblo asháninka.
Actualmente el Ministerio de Cultura del Perú ha logrado la seguridad jurídica mediante su registro en la Superintendencia Nacional de los Registros Públicos (SUNARP) como una de las acciones para contribuir a la protección territorial y salvaguarda de los derechos fundamentales del pueblo Katataibo.